# Emberiza cabanisi
El escribano de Cabanis (Emberiza cabanisi) es una especie de ave paseriforme de la familia Emberizidae propia de África. Su nombre común y científico conmemoran al ornitólogo alemán Jean Louis Cabanis.

## Distribución y hábitat
Se distribuye por el África tropical. Su hábitat natural son las sabanas y los bosques tropicales.